# Szlak (Lutogniew)
Szlak – część wsi Lutogniew, w Polsce, w województwie wielkopolskim, w powiecie krotoszyńskim, w gminie Krotoszyn.
W latach 1975–1998 miejscowość administracyjnie należała do województwa kaliskiego.